# Corbettia lonchocarpi
Corbettia lonchocarpi là một loài côn trùng cánh nửa trong họ Aleyrodidae, phân họ Aleyrodinae.
Corbettia lonchocarpi được Bink-Moenen miêu tả khoa học đầu tiên năm 1983.